# پلیمپتون، استرالیای جنوبی
پلیمپتون (به انگلیسی: Plympton) یک حومه شهر در استرالیا است که در استرالیای جنوبی واقع شده‌است.